# طريقة التعليم الصامتة
طريقة التعليم الصامتة أو الطريقة الصامتة هي أسلوب في تعليم اللغات صمم لجعل الطلبة أكثر استقلالية، ومسؤولية. وهي جزء من أسلوب شامل للتدريس استحدثه كالب جاتنجنو Caleb Gattegno. تصنف على أنها الطريقة البنائية في الطبيعة، تدفع بالطلاب لتطوير نماذجهم لكل مناحي اللغة التي يدرسونها.
الهدف الأساسي للمعلّم الذي يستخدم هذه الطريقة هو تحسين طرق الطلبة في تبادل تجاربهم. تطبيقاً لمبدأ مؤسس الطريقة: "الحياة هي تحويل للوقت إلى تجربة"